# Krasobruslení na Zimních olympijských hrách 2010
Krasobruslení na Zimních olympijských hrách 2010 ve Vancouveru se konalo v aréně Pacific Coliseum s kapacitou 14 239 diváků mezi 14. až 27. únorem 2010. Celkově se jednalo o 23. krasobruslařskou soutěž na Olympijských hrách, respektive o 21. soutěž na Zimních olympijských hrách. Ve čtyřech soutěžích závodilo 148 krasobruslařů. Českou republiku reprezentovali muži Tomáš Verner, Michal Březina a taneční pár Kamila Hájková–David Vincour

## Medailové pořadí zemí
| Pořadí | Země                         | Zlato | Stříbro | Bronz | Celkově |
| ------ | ---------------------------- | ----- | ------- | ----- | ------- |
| 1.     | Čína (CHN)                   | 1     | 1       | 0     | 2       |
| 1.     | Spojené státy americké (USA) | 1     | 1       | 0     | 2       |
| 3.     | Kanada (CAN)                 | 1     | 0       | 1     | 2       |
| 4.     | Jižní Korea (KOR)            | 1     | 0       | 0     | 1       |
| 5.     | Rusko (RUS)                  | 0     | 1       | 1     | 2       |
| 5.     | Japonsko (JPN)               | 0     | 1       | 1     | 2       |
| 7.     | Německo (GER)                | 0     | 0       | 1     | 1       |
|        | Celkem                       | 4     | 4       | 4     | 12      |

## Medailisté

### Muži
| Disciplína | Zlato                                       | Výkon  | Stříbro                           | Výkon  | Bronz                             | Výkon  |
| ---------- | ------------------------------------------- | ------ | --------------------------------- | ------ | --------------------------------- | ------ |
| muži       | Evan Lysacek · Spojené státy americké (USA) | 257,67 | Jevgenij Pljuščenko · Rusko (RUS) | 256,36 | Daisuke Takahaši · Japonsko (JPN) | 247,23 |

### Ženy
| Disciplína | Zlato                         | Výkon  | Stříbro                       | Výkon  | Bronz                              | Výkon  |
| ---------- | ----------------------------- | ------ | ----------------------------- | ------ | ---------------------------------- | ------ |
| ženy       | Kim Ju-na · Jižní Korea (KOR) | 228,56 | Mao Asadaová · Japonsko (JPN) | 205,50 | Joannie Rochetteová · Kanada (CAN) | 202,64 |

### Smíšené soutěže
| Disciplína        | Zlato                                       | Výkon  | Stříbro                                                    | Výkon  | Bronz                                              | Výkon  |
| ----------------- | ------------------------------------------- | ------ | ---------------------------------------------------------- | ------ | -------------------------------------------------- | ------ |
| sportovní dvojice | Čína (CHN) · Šen Süe · Čao Chung-po         | 216,57 | Čína (CHN) · Čching Pchang · Ťian Tchung                   | 213,31 | Německo (GER) · Aljona Savčenková · Robin Szolkowy | 210,60 |
| taneční páry      | Kanada (CAN) · Tessa Virtueová · Scott Moir | 221,57 | Spojené státy americké (USA) · Meryl Davis · Charlie White | 215,74 | Rusko (RUS) · Oxana Domninová · Maxim Šabalin      | 207,64 |